# Fekete Sándor (orvos)
Nagyiváni Fekete Sándor (Nagyvárad, 1885. január 9. – Budapest, 1972. szeptember 15.) orvos, orvostörténész, szülész-nőgyógyász, muzeológus, az orvostudományok doktora (1955).

## Élete
Nagyiványi Fekete Sándor és Löwinger Ilona fiaként született. A Budapesti Tudományegyetem orvostudományi karán diplomázott 1908-ban, ezután 1909 és 1921 között a II. számú szülészeti klinikán dolgozott. Váradi Aranka színésznővel 1916. július 27-én házasodtak Budapesten, a Józsefvárosban, majd nyolc év után, 1924-ben elváltak.
Fekete Sándor 1921-től vezette a Poliklinika nőgyógyászat-szülészeti osztályát, majd 1922-ben megszerezte egyetemi magántanári képesítését a szülészet és a nőgyógyászat élettanából. 1935 és 1963 között a Poliklinika (Szövetség utcai Kórház) igazgatójaként működött, közben 1946-ban címzetes egyetemi tanár lett. 1963-ban vonult nyugdíjba, azonban egy évvel később, 1964-ben újból munkába állt és a Semmelweis Orvostörténeti Múzeum igazgatójává nevezték ki, amelyet ekkoriban hoztak létre. 1971 végérvényesen nyugállományba vonult.
Ő használta elsőként a só- és vízszegény diétát a terhes nőknél, a nőgyógyászati gyulladások kezelésében pedig a kalcium terápiát alkalmazta. Fontosak tanulmányai és kutatásai a szülés mechanizmusáról, illetve a petefészek működéséről, melyek a nőgyógyászatban új irányzat megindulását eredményezték. A bábaképzés fejlődésével is foglalkozott. Orvostörténeti kutatásokat is végezett, melyek során tisztázta Semmelweis szerepét az 1848-as forradalomban, valamint az egyetemes orvostörténetben elfoglalt helyét, valamint Tauffer Vilmos életművét is kutatta. Munkásságának elismerése gyanánt megkapta a Magyar Orvostörténelmi Társaság Veszprémi István emlékérmét.

## Fontosabb művei
- A női nemző szervek működése és hatása a szervezetre (magyarul és németül, Budapest, 1929)
- A terhességi toxicosisok (Budapest, 1959)
- Fundamentals to the pathogenesis of pregnancy toxaemias (különnyomat, Budapest, 1963)
- Tauffer Vilmos. Adatok a magyar szülészet és nőgyógyászat történetéhez. 1851–1934 (Budapest, 1971)